# Дендритні клітини

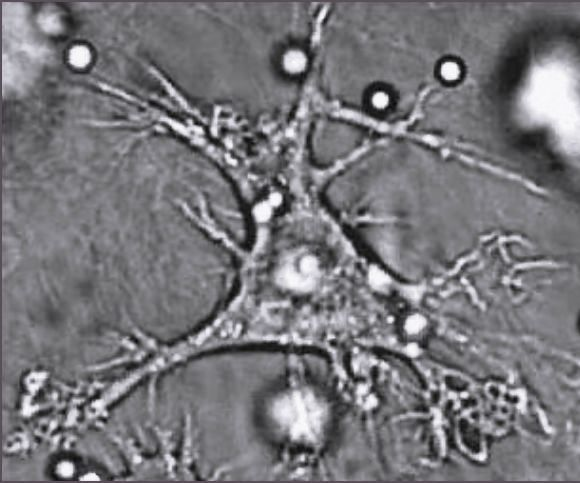
Дендритна клітина

Дендритні клітини —   це один із типів клітин імунної системи ссавців.- «Імунна система»
(основна функція полягає у обробці антигенного матеріалу та презентування його іншим клітинам) - «Антиген»
Вони виконують роботу антигенпрезентуючих клітин -  «Антигенпрезентувальна клітина»Дендритні клітини є зв'язною ланкою між вродженим та набутим імунітетом. Назва цих клітин походить від грец. δένδρον (дендрон) — дерево, оскільки на певній стадії розвитку вони формують розгалужені відростки. У нервових клітин є схожі зовнішнім виглядом але відмінні за структурою і функціями відростки — дендрити.
Дендритні клітини можна знайти у тканинах, які контактують із навколишнім середовищем, наприклад у шкірі (тут вони називаються клітинами Лангерганса), слизовій оболонці носової порожнини, легень, шлунка та кишки. У незрілому стані їх можна виявити у крові.
Після взаємодії із анитигеном дендритні клітини активуються і мігрують у лімфатичні вузли, де взаємодіють із T та B-лімфоцитами, формуючи специфічну імунну відповідь.
У 2011 році Ральф Стейнман отримав Нобелівську премію за «відкриття дендритних клітин та їх ролі у специфічній імунній відповіді».